# Jasenovo (Nova Varoš)
Pour les articles homonymes, voir Jasenovo.
Jasenovo (en serbe cyrillique : Јасеново) est un village de Serbie situé dans la municipalité de Nova Varoš, district de Zlatibor. Au recensement de 2011, il comptait 177 habitants.
À Jasenovo se trouve un camp spécial d'entraînement de la Police serbe.

## Démographie
| 1948 | 1953 | 1961 | 1971 | 1981 | 1991 | 2002 | 2011 |
| ---- | ---- | ---- | ---- | ---- | ---- | ---- | ---- |
| 405  | 482  | 561  | 462  | 445  | 385  | 272  | 177  |

|  |